# 1847 en photographie
| Années de la photographie : 1844 - 1845 - 1846 - 1847 - 1848 - 1849 - 1850    |
| Décennies de la photographie : 1810 - 1820 - 1830 - 1840 - 1850 - 1860 - 1870 |

Cet article présente les faits marquants de l'année 1847 en photographie.

## Événements
- Abel Niépce de Saint-Victor met au point le premier négatif photographique sur verre albuminé : un mélange de blanc d'œuf, d'iodure de potassium KI et d'un peu de chlorure de sodium est agité, filtré et déposé sur une plaque de verre ; après séchage, la plaque est plongée dans une solution de nitrate d'argent acidifiée[1].
- Louis Désiré Blanquart-Évrard invente le papier albuminé ; c'est le premier procédé commercialement exploitable pour réaliser des tirages photographiques positifs sur papier à partir d'un négatif sur une plaque photographique en verre.
- Bertha Beckmann, à la mort de son mari Eduart Wehnert, continue à gérer sous le nom Bertha Wehnert-Beckmann le studio professionnel de photographie qu'ls avaient ouvert à Leipzig en 1845[2].

## Photographies notables
- Un photographe inconnu prend un certain nombre de daguerréotypes lors de l'occupation de Saltillo pendant la guerre américano-mexicaine[3].
- La photographe française Amélie Guillot-Saguez, installée à Rome depuis 1845, y réalise au daguerréotype le portrait « à l'ombre en 25 secondes » du prince Oscar, fils du roi du Suède[4].

## Études, essais, articles
- Louis Désiré Blanquart-Évrard, Procédés employés pour obtenir les épreuves de photographie sur papier présentés à l'Académie des sciences, Paris, C. Chevalier, 12 p.
- Charles Chevalier, Recueil de mémoires et de procédés nouveaux concernant la photographie sur plaques métalliques et sur papier, Paris, C. Chevalier, 1 vol. (XXVII-164-11-XLVIII-16 p.)[5].
- Jacques-Michel Guillot-Saguez, Méthode théorique et pratique de photographie sur papier, Paris, Victor Masson, 1847, 23 p. : la nouvelle technique présentée, pour simplifier le procédé du calotype, résulte probablement des expérimentations réalisées par l'épouse de l'auteur, Amélie Guillot-Saguez, dans sa pratique photographique.

## Naissances
- 1er janvier : Pierre Bellingard, peintre et photographe français actif à Lyon, mort le 1er juillet 1935.
- 9 janvier : Nathaniel Stebbins (en), photographe américain, mort le 10 juillet 1922.
- janvier: Joseph Byron (en), photographe britannique, mort le 28 mai 1923.
- 11 février : Vittorio Ecclesia, photographe italien, mort le 3 février 1928.
- 24 mars : Wordsworth Donisthorpe, avocat, activiste politique britannique, inventeur d'un ancêtre de la caméra de cinéma, mort le 30 juin 1914.
- 15 mai : Albert Lévy, photographe français,  actif en France et aux États-Unis, mort le 9 novembre 1931.
- 25 mai : 11 février : Hippolyte Délié, photographe français actif en Égypte, mort le 11 février 1899.
- 31 mai : Georges Ancely, commerçant et photographe amateur français, actif dans le Sud-Ouest de la France, mort le 22 mars 1919.
- 17 juin : Heriberto Mariezcurrena, photographe espagnol, actif à Barcelone, mort le 30 mai 1898.
- 1er juillet : W. L. H. Skeen (en), photographe britannique, mort le 26 janvier 1903.
- 2 septembre : José Maria Mora (en), photographe cubain, actif à New York, mort le 18 octobre 1928.
- 3 novembre : 
  - John Fitz-Patrick, photographe uruguayen, mort le 2 novembre 1928.
  - John Murray Thomas (es), photographe uruguayen, mort le 2 novembre 1928.
- 31 décembre : Vittorio Calcina, photographe et cinéaste italien, mort le 31 décembre 1916.
- Date précise non renseignée ou inconnue :
  - Emilio Beauchy, photographe d'origine française, actif à Séville, mort en 1928.
  - Luigi Fiorillo, photographe italien, mort en 1898.
  - Mollie Fly (en), photographe américaine, morte en 1925.
  - Alvan S. Harper (en), photographe américain, mort en 1911.
  - Rafail Levitski, peintre et photographe russe, actif à Barcelone, mort en 1940.

## Décès
- 16 juin : François Fauvel-Gouraud, ingénieur français, expert et pionnier en techniques photographiques, né en 1808.